# 報徳町
報徳町（ほうとくちょう）は、愛知県名古屋市北区の地名。

## 歴史

### 町名の由来
氏神祭祀のための団体である報徳講により耕作される報徳田があった土地であることに由来するとされる。

### 沿革
- 1932年（昭和7年）9月1日 - 東区下飯田町の一部により、同区報徳町として成立する[2]。
- 1944年（昭和19年）2月11日 - 北区編入に伴い、同区報徳町となる[2]。
- 2004年（平成16年）11月20日 - 地名変更に伴い、平安二丁目の一部と山田二丁目の一部となり地名消滅[3]。
  - 報徳町の地名が消滅しても銭湯の名前に報徳の名前が残っている。報徳湯